# Kokkino Nero
Kokkino Nero (Grieks: Κόκκινο Νερό) is een dorp gelegen aan de voet van de berg Ossa in de gemeente Agia, Larissa, Thessalië, Griekenland. De naam, die "Rood Water" betekent, is afgeleid van de warmwaterbronnen in het gebied, die gekleurd zijn door mineralen. Bij de volkstelling van 2011 telde het dorp 95 inwoners. Binnen zijn grenzen ligt de oude stad Eurymenae.